# Campionati mondiali di biathlon 1975
I Campionati mondiali di biathlon 1975 si svolsero ad Anterselva, in Italia, dal 14 al 16 febbraio e contemplarono esclusivamente gare maschili.

## Risultati

### Sprint 10 km
| Posizione | Atleta             | Nazione          | Tempo |
| --------- | ------------------ | ---------------- | ----- |
| 1         | Nikolaj Kruglov    | Unione Sovietica | -     |
| 2         | Aleksandr Elizarov | Unione Sovietica | -     |
| 3         | Klaus Siebert      | Germania Est     | -     |
| 4         | Heikki Ikola       | Finlandia        | -     |
| 5         | Josef Niedermeier  | Germania Ovest   | -     |
| 6         | Aleksandr Tichonov | Unione Sovietica | -     |
| 7         | Hans Estner        | Germania Ovest   | -     |
| 8         | Sune Adolfsson     | Svezia           | -     |
| 9         | Aleksandr Ušakov   | Unione Sovietica | -     |
| 10        | Manfred Geyer      | Germania Est     | -     |

15 febbraio

### Individuale 20 km
| Posizione | Atleta             | Nazione          | Tempo |
| --------- | ------------------ | ---------------- | ----- |
| 1         | Heikki Ikola       | Finlandia        | -     |
| 2         | Nikolaj Kruglov    | Unione Sovietica | -     |
| 3         | Esko Saira         | Finlandia        | -     |
| 4         | Tor Svendsberget   | Norvegia         | -     |
| 5         | Josef Niedermeier  | Germania Ovest   | -     |
| 6         | Josef Geier        | Germania Est     | -     |
| 7         | Aleksandr Tichonov | Unione Sovietica | -     |
| 8         | Klaus Siebert      | Germania Est     | -     |
| 9         | Aleksandr Ušakov   | Unione Sovietica | -     |
| 10        | Ludwik Zięba       | Polonia          | -     |

14 febbraio

### Staffetta 4x7,5 km
| Posizione | Nazione          | Atleti                                                                 | Tempo |
| --------- | ---------------- | ---------------------------------------------------------------------- | ----- |
| 1         | Finlandia        | Henrik Flöjt Simo Halonen Juhani Suutarinen Heikki Ikola               | -     |
| 2         | Unione Sovietica | Aleksandr Tichonov Aleksandr Elizarov Aleksandr Ušakov Nikolaj Kruglov | -     |
| 3         | Polonia          | Jan Szpunar Andrzej Rapacz Ludwik Zięba Wojciech Truchan               | -     |
| 4         | Germania Est     | Karl-Heinz Menz Günter Bartnik Klaus Siebert Manfred Geyer             | -     |
| 5         | Norvegia         | Kjell Hovda Bjørn Sirijord Sigleif Johansen Tor Svendsberget           | -     |

16 febbraio

## Medagliere per nazioni
| Posizione | Nazione          | Oro | Argento | Bronzo | Totale |
| --------- | ---------------- | --- | ------- | ------ | ------ |
| 1         | Finlandia        | 2   | 0       | 1      | 3      |
| 2         | Unione Sovietica | 1   | 2       | 0      | 3      |
| 3         | Germania Est     | 0   | 0       | 1      | 1      |
| 3         | Polonia          | 0   | 0       | 1      | 1      |